# Bathylaimus hamatus
Bathylaimus hamatus är en rundmaskart som beskrevs av Stephen Donald Hopper 1968. Bathylaimus hamatus ingår i släktet Bathylaimus och familjen Tripyloididae. Inga underarter finns listade i Catalogue of Life.